# På västfronten intet nytt
På västfronten intet nytt (tyska: Im Westen nichts Neues) är en roman från 1929 av den tyske författaren Erich Maria Remarque. Den brukar räknas till den nya sakligheten inom litteraturen. Romanen har översatts till mer än 50 språk och nått en upplaga på över tjugo miljoner exemplar. Den tillhörde de första böckerna som brändes i samband med nazisternas bokbål 1933. Remarque själv befann sig vid denna tid redan i amerikansk exil.

## Handling
Romanen beskriver första världskrigets fasor och vansinne utifrån en 19-årig tysk soldats synvinkel. Den unge mannen, vid namn Paul Bäumer, kommenderas av den tyska armén till västfronten tillsammans med sina klasskamrater. De är entusiastiska och segervissa. Även om den militära drillen är hård och förråande för psyket uppstår en nära kamratskap mellan soldaterna, men kamraterna stupar en efter en. Att dödandet och döendet är krigets vardagshändelser får i romanens gestaltning karaktären av en skarp anklagelse och ett avslöjande av förljugenheten i begrepp som "hjältedåd" och liknande.

## Filmatiseringar
På västfronten intet nytt har filmatiserats tre gånger, 1930 i regi av Lewis Milestone, 1979 i regi av Delbert Mann och 2022 i regi av Edward Berger. Den första filmen vann två Oscar, för bästa film och bästa regi, men totalförbjöds i bland annat Tyskland, Österrike, Sovjetunionen och Frankrike. Den räknas idag av American Film Institute som en av de 100 bästa amerikanska filmerna genom tiderna. Nyinspelningen från 1979, som håller sig närmare romanintrigen, blev även den väl emottagen och belönades med en Golden Globe Award. Filmatiseringen från 2022 är gjord i samarbete med Netflix och är inspelad på tyska med bland annat Daniel Brühl i en av huvudrollerna.